# Krata (inżynieria środowiska)

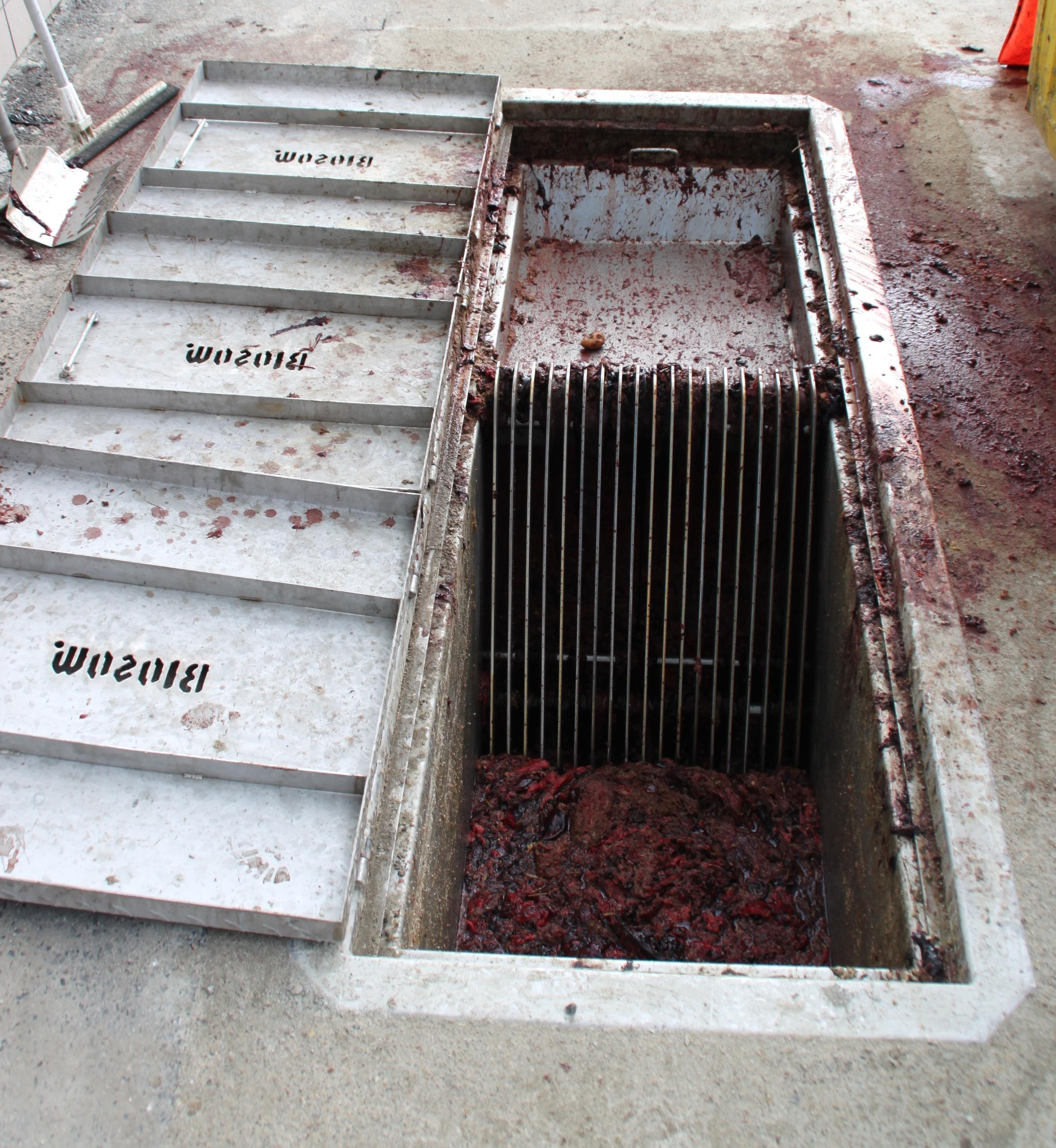
Krata ręczna zainstalowana w ubojni bydła – prześwit 30 mm

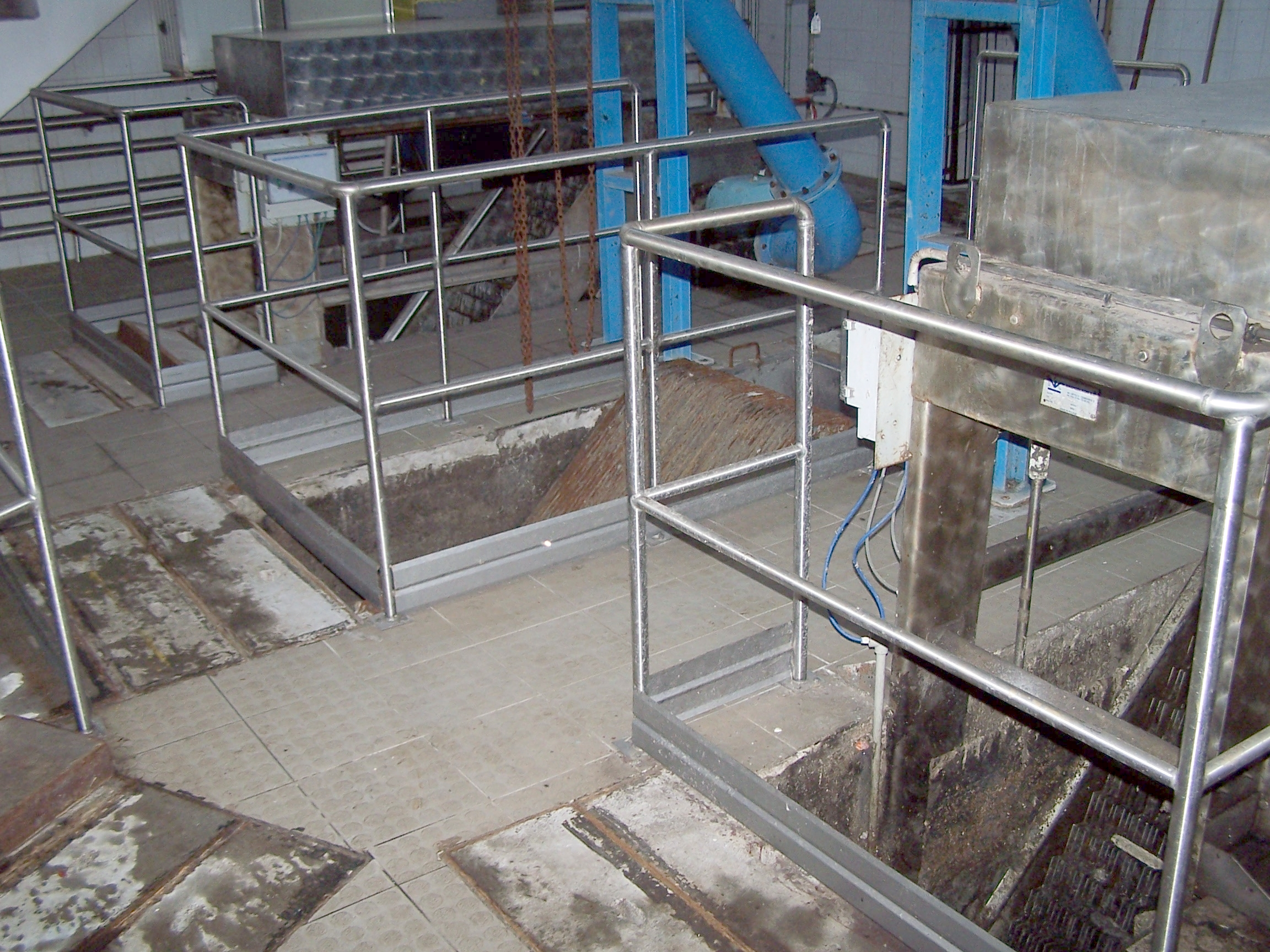
Zespół krat w komunalnej oczyszczalni ścieków w Wieluniu – dwie automatyczne schodkowe (skrajne) i jedna ręczna (centralna)

Krata – urządzenie służące do oddzielania ciał stałych ze ścieków. Kraty stosowane są jako pierwsze urządzenia w ciągu oczyszczania mechanicznego i separują największe zanieczyszczenia.
Podstawowymi typami są:
- krata ręczna
- krata mechaniczna (czyszczona automatycznie)

Ze względu na wielkość prześwitu różnicujemy:
- 10-20 mm – kraty gęste
- 20-40 mm – kraty średnie
- 40-200 mm- kraty rzadkie